# Antoni Baliu
Antoni Baliu Piqué (Igualada, 13 gennaio 1989) è un hockeista su pista spagnolo.

## Palmarès

### Club

#### Titoli nazionali
- Campionato portoghese: 1
  - Porto: 2016-2017
- Coppa del Portogallo: 2
  - Porto: 2016-2017, 2017-2018
- Supercoppa del Portogallo: 2
  - Porto: 2016, 2017